# Félix Brítez Román
Félix Brítez Román (Asunción, 24 marzo 1967) è un ex calciatore paraguaiano, di ruolo attaccante.

## Carriera

### Club
Ha giocato nella massima serie del campionato paraguaiano, brasiliano e cileno.

### Nazionale
Con la Nazionale ha preso parte alla Copa América 1989.